# Костин дол (община Кочани)
 Тази статия е за селото в община Кочани.  За селото в община Каменица вижте Костин дол (община Каменица).  
Костин дол (на македонска литературна норма: Костин Дол) е село в източната част на Северна Македония, част от Община Кочани.

## География
Селото се намира на около 20 километра североизточно от град Кочани, между Бела и Църна река, високо в южните склонове на планината Осогово.

## История
В началото на XX век Костин дол е чисто българско село в Кочанска кааза на Османската империя. Според статистиката на Васил Кънчов („Македония. Етнография и статистика“) от 1900 година Костинъ Долъ има 300 жители българи християни.
По данни на секретаря на Българската екзархия Димитър Мишев („La Macédoine et sa Population Chrétienne“) през 1905 година в Костин дол (Kostin-Dol) има 304 жители българи екзархисти.
При избухването на Балканската война 1 човек от Костин дол е доброволец в Македоно-одринското опълчение.
Според преброяване от 2002 в селото има 10 домакинства с 26 къщи.
Манастирът „Свети Симеон Стълпник“ е изграден в 1937 година на стари темели от майстори от Дебър. Църквата не е изписана.